# 伊藤卓 (化学者)
伊藤 卓（いとう たかし、1939年1月21日 - ）は、日本の化学者。専門は有機金属化学。日本化学会を通した化学教育への貢献が評価される。横浜国立大学名誉教授。

## 略歴
岐阜県岐阜市出身。都立西高校卒業、東京工業大学工学部卒業、1967年に東京大学大学院工学系研究科博士課程修了、東京工業大学資源化学研究所助手を経て1975年に横浜国立大学工学部助教授、1989年に同教授、組織替えにより2001年から同大学院工学研究院教授。2004年に定年退官、横浜国立大学名誉教授。
現在、株式会社アド技術顧問兼監査役。

### 学会での役職
1990年に日本化学会の理事に着任、化学教育へ取り組む。1999年から日本化学会副会長（2年間）、2001年に化学教育協議会副会長、2002年に日本科学教育学会の副会長。

## 化学教育への貢献
高校生が化学についての知識と実技を競う化学グランプリ（現：全国高校化学グランプリ）の立ち上げに参画した。技術者教育では日本技術者教育認定機構 (JABEE) の運営委員会委員を務め、化学分野のとりまとめに参画した。

## 受賞
- 平成15年度 化学教育賞「初等・中等ならびに高等化学教育改善への貢献」

## 著書
- 「有機金属化学ノーツ」〈化学サポートシリーズ〉裳華房、1999年、ISBN 978-4785334055（単著）

## 関連人物
- 中原忠男 - 環太平洋大学次世代教育学部教授
- 清水康敬 - メディア教育開発センター理事長
- 木村捨雄 - 鳴門教育大学名誉教授
- 無藤隆 - 白梅学園大学子ども学部教授（前：学長）